# Melanchroia venata
Melanchroia venata là một loài bướm đêm trong họ Geometridae.